# Sărvăzel, Satu Mare
Sărvăzel (maghiară Peleszarvad, germană Horndorf, Kleinheggensdorf) este un sat în comuna Pir din județul Satu Mare, Transilvania, România.

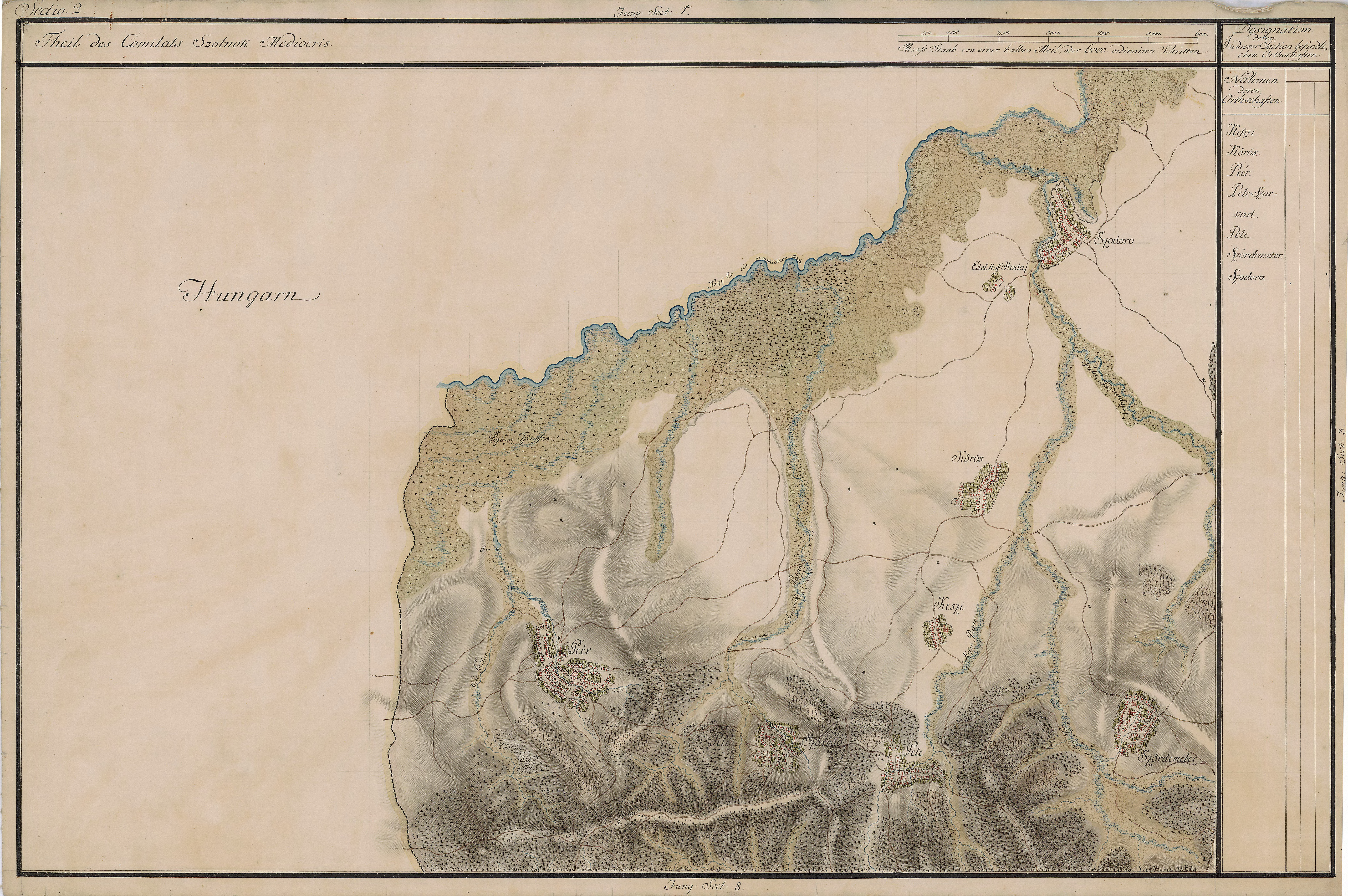
Sărvăzel în Harta Iosefină a Transilvaniei

 Acest articol despre o localitate din județul Satu Mare este deocamdată un ciot. Puteți ajuta Wikipedia prin completarea lui.